# Blazing Souls
Blazing Souls (ブレイジングソウルズ ?) è un videogioco di ruolo alla giapponese sviluppato dalla Idea Factory e pubblicato per PlayStation 2 nel 2006. È stato successivamente convertito per Xbox 360 nel 2007 con il titolo Absolute: Blazing Infinity (アブソリュート ブレイジング インフィニティ?) e per PlayStation Portable nel 2009 con il titolo Blazing Souls Accelate (ブレイジングソウルズ アクセレイト?). Quest'ultima versione è stata pubblicata in America Settentrionale dalla Aksys Games nel 2010 e nel 2012 in Europa dalla Rising Star Games.